# Марк Юний Силан (префект союзников)
Марк Юний Силан (лат. Marcus Iunius Silanus; умер в 196 году до н. э.) — римский военачальник.
Происходил из рода Юниев. Возможно его отцом был претор того же имени. О самом Силане известно лишь то, что в 196 году до н. э. он был префектом союзников (лат. praefectus socium) и во время отправления должности погиб в битве с бойями..